# Lecirelin
Lecirelin, hay lecirelin acetate, được bán dưới tên thương hiệu Dalmarelin, Ovucron, và Reproreline, là một chất chủ vận hormone tiết ra gonadotropin tác dụng ngắn (thuốc chủ vận GnRH) được sử dụng trong y học thú y ở châu Âu và Israel. Nó là một chất tương tự GnRH và một peptide tổng hợp, đặc biệt là một nonapeptide.    Thuốc được giới thiệu để sử dụng cho thú y vào năm 2000.